# Michal Doležal (1969)
Michal Doležal (* 8. listopadu 1969) je bývalý český fotbalový útočník.

## Hráčská kariéra
V československé nejvyšší soutěži zasáhl na podzim 1991 do 4 utkání v dresu Spartaku Hradec Králové, v nichž neskóroval. Ze Spartaku odešel do Náchoda, dále hrál za FC Olympia Hradec Králové, SK Bystřian Kunčice či AFK Sokol Dobřenice.

## Ligová bilance
| Ročník                                   | Zápasy | Góly | Minuty | Klub                   |
| ---------------------------------------- | ------ | ---- | ------ | ---------------------- |
| 1. československá fotbalová liga 1991/92 | 4      | 0    | –      | Spartak Hradec Králové |
| CELKEM 1. LIGA                           | 4      | 0    | –      |                        |